# Тико Вилка
Тико Вилка (російське ім'я — Ілля Костянтинович Вилка; 16 (28) лютого 1886 — 28 вересня 1960) — ненецький художник, сказитель, громадсько-політичний діяч. Стояв біля витоків ненецької літератури. Автор епічних сказань.

## Біографія
Тико Вилка народився 28 лютого 1886 року в поселенні Бєлуш'я Губа на Новій Землі, ріс серед ненецьких мисливців. Ім'я «Тико» означає «оленятко», батьки так назвали його за допитливість. Прізвище Вилка походить від ненецького слова ви — «тундра» («мешканець тундри», «тундровик»). Батько Тико Вилки — відомий на острові мисливець на морського звіра Ханець Вилка, був одним з небагатьох грамотних жителів Нової Землі.
Малювати Тико розпочав у 1904 році, копіював картинки з відривного календаря, залишеного зимувавшим промисловцем, чайні обгортки.
У 1904 році Вилка зробив першу операцію в якості художника — обміняв свою картину на компас і термометр у двох англійських мандрівників.
У 1909 році на архіпелаг приїжджає полярний дослідник Володимир Русанов, з Вилкою вони обстежили всю Нову Землю і склали її точний картографічний опис.
У цьому ж році Вилка їде в Москву, де навчається живопису у Архипова і Перепльотчикова. У 1910 році в Архангельську відбулася виставка «Російська Північ», де Вилка вперше представив свої роботи. У 1911 році помирає старший брат Вилки Андрій, за ненецькими традиціями Тико повинен був утримувати дружину і шістьох дітей свого брата. У зв'язку з цим його навчання в Москві завершилося.
Крім живопису Вилка цікавився місцевим фольклором, в 1914 році він випускає збірник «Записки про Нову Землю».
Після Жовтневої революції 1917 року був головою селищної (1918—1934) і Новоземельскої острівної (1924—1956) рад депутатів трудящих. Крім того, він очолював промислову артіль і займався мисливським промислом. У 1950-х роках на Новій Землі почалося зведення ядерного полігону, все ненецьке населення виселялося з острова. Тико Вилка з родиною за розпорядженням партії одним з перших перебрався в Архангельськ, щоб стати прикладом для незгодних до переселення. Він з сумом залишав Нову Землю і до останніх днів мріяв побачити рідні місця. Тико Вилка помер в Архангельську в 1960 році у віці сімдесяти чотирьох років, похований на Вологодському кладовищі.

## Пам'ять
Іменем Тико Вилки названі вулиці в Архангельську і Нар'ян-Марі, а також бухта в затоці Брандта Південного острова Нової Землі.

## Родина
Племінник — Вилка Микола Семенович (1911—1942) — ненецький письменник, основоположник ненецької художньої прози. Художник і поет, збирач фольклору, ілюстратор власних творів.